# Челсі пробує...
«Челсі пробує...»  (англ. Chelsea Does) — американський документальний вебсеріал, що вийшов на каналі Нетфлікс 23 січня 2016 року. Кожна з чотирьох частин фільму сфокусована на певній тематиці, для дослідження якої комедійна акторка Челсі Гендлер подорожує світом, обговорює цю тему зі своїми друзями, членами родини та психологом.

## Епізоди
| № | Назва                                                        |
| --- | ------------------------------------------------------------ |
| 1 | «Chelsea Does Marriage» «Челсі пробує вийти заміж»           |
| Челсі досліджує тему шлюбу, аналізує своє ставлення до подружнього життя у співрозмовах з батьком, друзями (Джейсоном Біггсом і Мері Маккормак) та психоаналітиком, зустрічається з організаторами весілля, пробує побачення наосліп, інтерв'ює молодят та отримує несподівані поради від школярів.                         |                                                              |
| 2 | «Chelsea Does Silicon Valley» «Челсі пробує нові технології» |
| Челсі подорожує до Кремнієвої долини щоб зустрітися з керівником Netflix Рідом Ґастінгзом, вивчає програмування разом з талановитими дітьми, обговорює роль нових технологій та проблему технологічної залежності з друзями, зокрема з Лією Реміні та Хлої Кардашян, пробує винайти та просунути власний мобільний додаток. |                                                              |
| 3 | «Chelsea Does Racism» «Челсі пробує бути расистом»           |
| Челсі обговорює проблему расизму та межі расистського гумору з друзями (Маргарет Чо, Аазіфом Мандві та Майклом Макдональдом), правозахисником Елом Шарптоном, власним батьком, відвідує колишню рабовласницьку плантацію в Алабамі та етнічні анклави Лос-Анджелесу.                                                        |                                                              |
| 4 | «Chelsea Does Drugs» «Челсі пробує наркотики»                |
| Челсі пригощає своїх друзів стравами з марихуани, палить суміш Віллі Нельсона, експериментує з психотропними ліками під наглядом нейронауковця, розмовляє з психологом та колишніми наркозалежними, подорожує до Перу щоб спробувати аяваску.                                                                               |                                                              |